# Садовська Стефанія Стефанівна
Стефанія Садовська (7 червня 1888, Тернопіль — 20 січня 1968, Краснопуща, тепер
Тернопільського району, Тернопільської області, похована у м.
Тернопіль) — українська музеєзнавиця, краєзнавиця, педагогиня.

## Життєпис

### Ранні роки
Стефанія Садовська народилася 7 червня 1888 р. у Тернополі в сім'ї тернопільських містян, податкового урядника Стефана Садовського та домогосподарки Анни (з Онуферків) Садовської. У родині Садовських крім Стефанії було ще двоє дітей: старший брат Никифор (1884—1935) та молодша сестра Леонтина (1890—1970). Після закінчення нормальної школи у Радехові, куди направили працювати її батька, продовжує навчання у Львівській українській гімназії сестер-василіанок, згодом стає ученицею польської приватної гімназії Софії Стшалковської у Львові, яку успішно закінчила у 1907 році.

### Студентські роки та вища освіта

Залікова книжка студентки Львівського університету Стефанії Садовської, 1907 р.

В цьому ж році Стефанія продовжила навчання на філософському факультеті Львівського університету. Тут вона вперше зустрілася з професорами Степаном Рудницьким і Михайлом Грушевським, це була вирішальна зустріч у її житті, тому що географії та історії вирішила присвятити свою наукову діяльність. Активно включилася у боротьбу студентства за створення українського університету. Під час студентських заворушень в липні 1910 р., після убивства Адама Коцка, вона була затримана австрійською поліцією з листівками-відозвами, із закликами до боротьби за український університет у Львові та відрахована з університету. Продовжила філософські студії у Чернівецькому університеті. Там близько познайомилася з О. Кобилянською і проживала у неї на квартирі в Чернівцях по вул. Новий Світ, 46, (тепер Шевченка,82) та Шмідсгассе, 14, (тепер Пауля Целана, 3) до завершення навчання в червні 1914 р. Вела тривалу переписку з нею, всього відомо про 11 листів отриманих від О. Кобилянської з них 3 опубліковано. Спогади Стефанії Садовської про письменицю в літературній обробці краєзнавця Петра Медведика опубліковано у львівському журналі «Жовтень» № 10 за 1962 р. та.

### Педагогічна діяльнісь

Запрошення С. Садовській на Перший Укр. Зїзд учителів географії Львів, 1929 р.

З початком Першої світової війни родина Садовських була евакуйована до Відня, там з 1 вересня 1916 до 30 червня 1918 працювала в школі по вул. Альберта, 23, учителькою курсів для учениць з Галичини. Від вересня 1918 учителювала в гімназіях у Тернополі. Уже з 1925 року — відома у Тернополі педагогиня, професор історії та географії приватної польської жіночої гімназії ім. М. Конопницької. На запрошення Олени Степанів стає членом Товариства середніх і вищих шкіл, інтенсивно спілкується з педагоами Львова, Тернополя, бере участь у з'їздах учителів географії, що проходили у Львові з ініціативи «Учительської громади» та Наукового товариства ім. Шевченка. У 1930-31 рр. вона надсилає Кирилу Студинськиому для публікації у Наукових записках НТШ у Львові рукописи Історії Тернополя які так і не були опубліковані. З початком 30-х років, внаслідок проведення Пацифікації, насадження політики польського шовінізму, відмовляється категорично «передати свою метрику до костела», тобто змінити віросповідання та національність, вона втрачає роботу і стає безробітною. Тяжкі звинувачення вона висувала проти польських властей, з якими боролася твердо та безкомпромісно. На безробіття, провокації, нужду була приречена польською владою у ті важкі роки.

### Музейна діяльність
З 1 січня 1940 р. влаштувалась до новоствореного 26 грудня 1939 р. Тернопільського обласного історико-краєзнавчого музею (тепер ТОКМ), де пропрацювала з 1 квітня 1940 по 15 липня 1941 р. Всю свою нерозтрачену енергію за сім літ безробіття, знання і творчу ініціативу вклала у розбудову музею. У період нацистської окупації Тернополя (під час Другої світової війни) продовжує працювати в музеї на посаді завідувача відділу історії, проводить екскурсії для відвідувачів, рятує від руйнації і пограбування музейні раритети. Аби вберегти музейні колекції від грабунку найцінніші з них (картини що залишились, рідкісну кераміку, дорогоцінні монети, документи, тощо) власноруч переносить і ховає у глибоких підвалах музею. Ризикуючи при цьому життям. На початку весни 1944 р., коли почались бої за Тернопіль, залишивши власну домівку разом з сестрою Леонтилою, перебралась до тих підвалів і переховувалась там оберігаючи музейні скарби до середини квітня. Справжній енциклопедист, знавець кількох європейських мов, була своєрідним довідковим бюро для всіх наукових працівників музею, для багатьох краєзнавців області. До 1965 р. працювала в Тернопільському краєзнавчому музеї. Впорядковувала фонди, консультувала музейних працівників та краєзнавців, вела екскурсії. Багато часу віддавала творчій роботі.

### Останні роки життя
Ігор Ґерета, в той час завідувач відділу історії Тернопільського краєзнавчого музею, від 1963 року працював разом з Садовською, з гіркотою так згадував про її останні роки:
| | \| Тяжким ударом для Садовської був перехід на пенсію. Ми це розуміли і просили директора утриматися від цього кроку. Тим більше, що Стефанія Стефанівна справно виходила на роботу, практично не хворіла, не знала, що таке запізнення. Але тоді була чітка лінія, щоб пенсіонери не займали місць. І директор не пішов проти влади. ...Велика драма спіткала Садовську в кінці життя: сильний склероз її довів до того, що вона почала дерти свої книжки і рукописи на дрібні кавальчики. Мала їх за ворогів... і тепер ніколи не будемо знати, що залишила вона.[13]. \| |
| Тяжким ударом для Садовської був перехід на пенсію. Ми це розуміли і просили директора утриматися від цього кроку. Тим більше, що Стефанія Стефанівна справно виходила на роботу, практично не хворіла, не знала, що таке запізнення. Але тоді була чітка лінія, щоб пенсіонери не займали місць. І директор не пішов проти влади. ...Велика драма спіткала Садовську в кінці життя: сильний склероз її довів до того, що вона почала дерти свої книжки і рукописи на дрібні кавальчики. Мала їх за ворогів... і тепер ніколи не будемо знати, що залишила вона.. | |

В січні 1967 кілька працівників музею на чолі з Ігорем Ґеретою, за направленням лікарів, доставили Стефанію Садовську та її сестру Леонтилу до психоневрологічного інтернату, що знаходився в будівлі колишнього Краснопущанського монастиря (тепер Бережанський психоневрологічний будинок-інтернат), с.Краснопуща (тепер у Бережанській міській громаді, Тернопільського району). Через рік 20 січня 1968 року вона там померла. Поховали її в родинному гробівці на Микулинецькому цвинтарі м. Тернополя.

## Творча спадщина
Землеволодіння Потоцьких та їх походження, жінки в історії Римської імперії, археологія, українське малярство на склі, Кременецький ліцей, Польща початку XVII століття, рукопис «Історія Тернополя» ілюстрований власними графічними малюнками, акварелями (типи тернопільських міщан, види Тернополя та околиць), щоденник власних спостережень «Тернопільська хроніка» за подіями в місті за період 1914—1939. Твори написані українською, польською, німецькою, латинською мовами. Деякі рукописи латинською мовою не визначені донині. Із друкованих її праць збереглася лиш історична розвідка «Діоклетіан» польською мовою (Львів, 1935), понад 200 одиниць збереження (114 од — особистий фонд та 100 од. — рукописи та ін.).

Над Серетом вечоріє /під кінець весни/. (1935).
Церква Різдва Христового в Тернополі. (1913).
Серет від Глибочка весною. (1925).

## Нагороди
За збереження та врятування музейних цінностей під час Німецько-радянської війни у 1948 р. нагороджена орденом «Знак Пошани».